# Henry Lenard
Henry Lenard – amerykański bokser wagi piórkowej początków XX wieku.

## Kariera
Swoją pierwszą zawodową walkę stoczył 22 grudnia 1914 roku. Jego przeciwnikiem był Kid Clabby, z którym według gazet zremisował po 4-rundowym pojedynku. W następnym roku odniósł pierwsze zwycięstwo na zawodowym ringu z Benny Pailinem przez techniczny nokaut w 6 rundzie. W 1916 odniósł jedno zwycięstwo przez TKO w 5 rundzie. Do 1917 roku stoczył walki z Johnnym Rose Joe Varrickiem, Kidem Maxwellem Harrym Copenem i Sailorem Friedmanem. W opinii dziennikarzy wygrał dwie z 5 walk.
4 lipca 1917 roku stoczył 3-rundowy pojedynek z Billym O’Connorem. Po walce z Matt Ryanem przez 5 lat nie pojawił się na zawodowym ringu. Do zawodowego boksu powrócił w 1922 roku. Stoczył dwie walki z Youngiem Porkeyem i Jackiem Kennedym. W 1923 roku stoczył 6 walk. Z których dwie wygrał, dwie przegrał i dwie zremisował. Obie walki wygrał przez nokaut. Kolejne walki przegrywał lub wygrywał przez uznanie dziennikarzy. Kolejną walkę przez decyzję sędziowską wygrał w 1925 roku pokonując w 10 rundowym pojedynku z Memphisem Pal Moore. Rok 1925 zakończył walką wygraną przez decyzje sędziowską z Williamem Parrishem. W 1928 roku stoczył 8 walk zakończonych decyzją dziennikarską z których 7 wygrał. W pozostałych 5 pojedynkach zwyciężał na punkty po 10 rundach. Rok 1927 rozpoczął porażką na punkty z Johnnym Hillem.
Kolejne pojedynki z Roseyem Stoyem, Andrem Routisem i Frankiem Monroe wygrał na punkty po 10 rundach. 25 kwietnia 1927 przegrał walkę na punkty z Joeyem Sangorem. Następną walkę stoczył z Babe’em Ruthem. Pierwsza walka zakończyła się remisem. W rewanżowym pojedynku Lenard poniósł porażkę na punkty. Kolejne trzy walki zakończyły się jego zwycięstwem. Następnie 27 lipca 1927 roku ponownie stanął do pojedynku z Ruthem. Pojedynek przegrał po 10 rundach na punkty. Czwarta walka pomiędzy pięściarzami odbyła się 16 października tego samego roku. Według agencji Associated Press pojedynek zakończył się remisem. Następną walkę w tym samym roku przegrał na punkty po 8 rundach. Rok 1928 zakończył wygranym 10-rundowym pojedynkiem z Charleyem Goodmanem. 7 stycznia 1929 roku wygrał z Ehrmanem Clarckiem. Kolejną walkę 6 lutego przegrał przez dyskwalifikację z Bennym Bassem. Kolejną walkę na początku 1929 roku z Royem Stoyem wygrał przez decyzję dziennikarzy na punkty. Czerwcową walkę z Jose Ramonem Diazem przegrał po 10 rundach. W 1930 roku znokautował w I rundzie z Eddiem O’Dowdem i Tonym Leonem, a następnie przegrał walkę z Johnnym Dunnem.